# Countdown to Extinction
Countdown to Extinction — музичний альбом гурту Megadeth. Виданий 14 липня 1992 року лейблами Combat Records і Capitol Records. . Альбом став найбільш комерційно успішним в історії групи, розійшовшись накладом 2 мільйони копій у США та отримав двічі платиновий статус і номінацію на Еммі.

## Виробництво
Альбом став другою роботою класичного складу Megadeth: Дейв Мастейн(вокал, гітара), Девід Еллефсон (бас-гітара), Марті Фрідмен (гітара) та Нік Менца (ударні). Продюсером виступив сам Мастейн та Макс Норман. Ідея назви альбому належить Ніку Менці.

## Тематика лірики
Як і в попередньому альбомі, Rust in Peace, багато пісень у Countdown to Extinction присвячені воєній та політичній темам. «Symphony of Destruction» розповідає про військових диктаторів, «Architecture of Aggression» концентрує увагу на воєнно-промисловому комплексі, а пісня «Ashes in Your Mouth» розповідає про негативні наслідки воєнних дій, композиція «Captive Honour» присвячена людям, які сидять у в'язниці, а у «Foreclosure of a Dream» співається про взлети і падіння політичних ідеологій.

## Список пісень
| #   | Назва                        | Автор слів                   | Автор музики                      | Тривалість |
| --- | ---------------------------- | ---------------------------- | --------------------------------- | ---------- |
| 1.  | «Skin o' My Teeth»           | Дейв Мастейн                 | Мастейн                           | 3:14       |
| 2.  | «Symphony of Destruction»    | Мастейн                      | Мастейн                           | 4:05       |
| 3.  | «Architecture of Aggression» | Мастейн                      | Мастейн, Девід Еллефсон           | 3:38       |
| 4.  | «Foreclosure of a Dream»     | Мастейн, Еллефсон            | Мастейн                           | 4:21       |
| 5.  | «Sweating Bullets»           | Мастейн                      | Мастейн                           | 5:27       |
| 6.  | «This Was My Life»           | Мастейн                      | Мастейн                           | 3:43       |
| 7.  | «Countdown to Extinction»    | Мастейн, Еллефсон, Нік Менца | Мастейн, Марті Фрідман            | 4:17       |
| 8.  | «High Speed Dirt»            | Мастейн, Еллефсон            | Мастейн                           | 4:21       |
| 9.  | «Psychotron»                 | Мастейн                      | Мастейн                           | 4:41       |
| 10. | «Captive Honour»             | Мастейн, Еллефсон            | Фрідман, Менца                    | 4:14       |
| 11. | «Ashes in Your Mouth»        | Мастейн                      | Мастейн, Фрідман, Еллефсон, Менца | 6:10       |

### Бонус-треки 2004 року
| #   | Назва                            | Автор слів               | Автор музики     | Тривалість |
| --- | -------------------------------- | ------------------------ | ---------------- | ---------- |
| 12. | «Crown of Worms»                 | Мастейн, Шон Харріс      | Мастейн          | 3:17       |
| 13. | «Countdown to Extinction» (demo) | Мастейн, Еллефсон, Менца | Мастейн, Фрідман | 3:55       |
| 14. | «Symphony of Destruction» (demo) | Мастейн                  | Мастейн          | 5:29       |
| 15. | «Psychotron» (demo)              | Мастейн                  | Мастейн          | 5:28       |